# Leri Chabiełow
Leri Gabrielewicz Chabiełow (ros. Лери Габриелович Хабелов; gruz. ლერი ხაბელოვი, Leri Chabelowi; oset. Хæбæлаты Габрелы фырт Лери, Chabalaty Gabriely fyrt Leri; ur. 5 lipca 1964 w Tbilisi) – radziecki, rosyjski i gruziński zapaśnik pochodzenia osetyjskiego. Walczył w kategorii ciężkiej (do 100 kg) i superciężkiej w stylu wolnym.
Trzykrotny olimpijczyk. Srebrny medalista Igrzysk w Seulu 1988, złoty w Barcelonie 1992 i czternasty zawodnik z Atlanty 1996. Za pierwszym razem startował w barwach ZSRR, za drugim Wspólnoty Niepodległych Państw. W 1996 reprezentował Rosję.
Sześciokrotny medalista Mistrzostw Świata. Złoty w 1985, 87, 90, 91, 93, brązowy z 1995. Mistrz Europy w 1985, 87, 88 i 92, brązowy medal w 1995. Pierwszy w Pucharze Świata w 1991; drugi w 1986 i 1990.
Złoty medalista mistrzostw ZSRR w 1985, 1987 i 1988, srebrny 1986, 1990, brązowy w 1989 roku. Mistrz Rosji w 1993.
W 2006 roku zaliczony do Galerii Sławy FILA.
Po zakończeniu kariery został trenerem, działaczem sportowym oraz politykiem. Prowadził zapaśniczą reprezentację Gruzji. W latach 2002–2007 był wiceprzewodniczącym Gruzińskiego Narodowego Komitetu Olimpijskiego, zaś od 2012 pełni w nim funkcję przewodniczącego. W 2012 wybrany do Parlamentu Gruzji.